# Nagykanizsai repülőtér

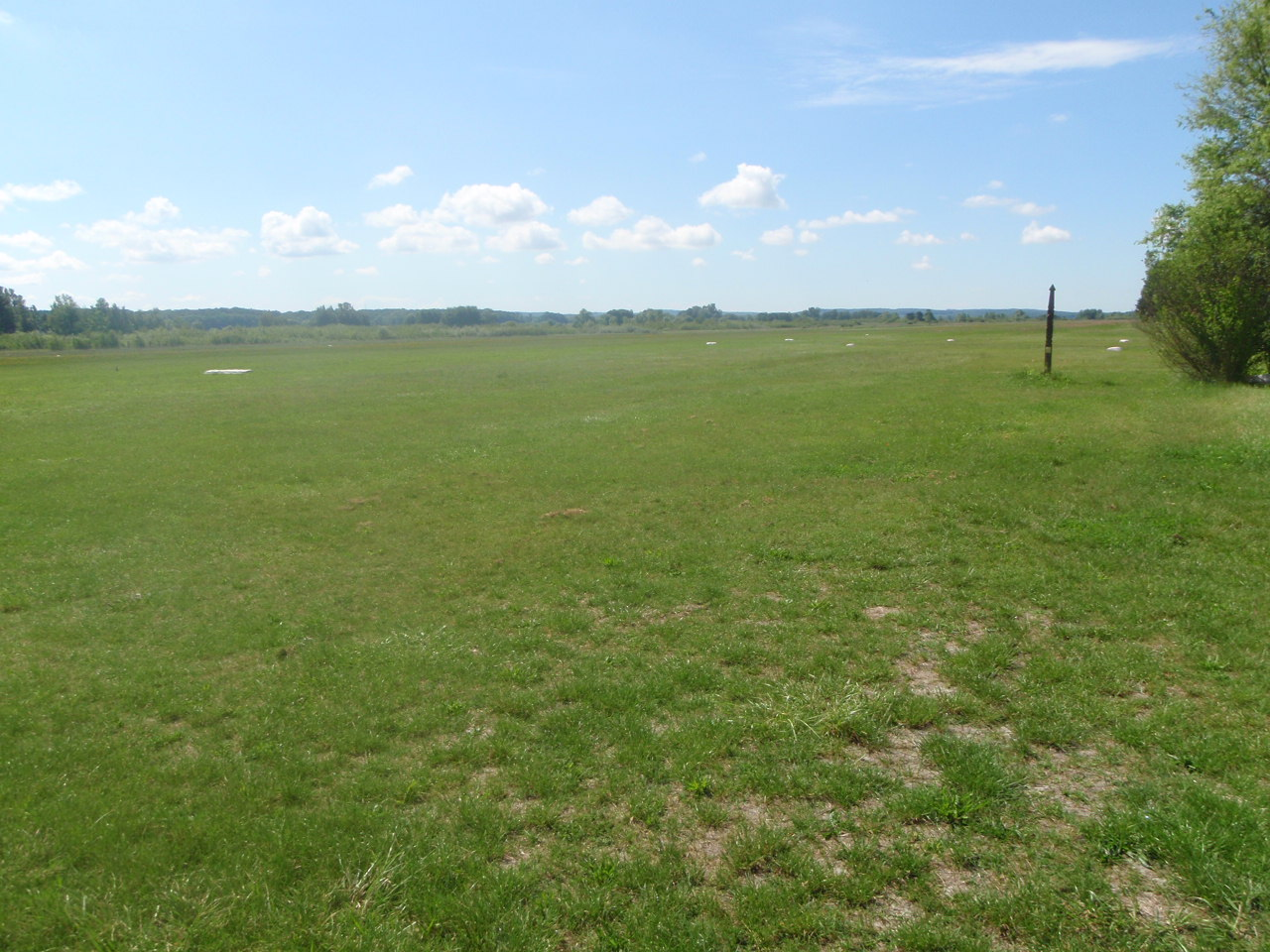
Nagykanizsa repülőtér füves kifutópálya

A Nagykanizsai repülőtér (ICAO-kódja: LHNK) Nagykanizsa központjától 5 kilométerre délnyugatra fekvő, nem nyilvános repülőtér. Elsősorban sportcélokra használják, üzemeltetője a Nagykanizsai Sportrepülő Egyesület. Kiskanizsa városrész délnyugati részén fekszik, közúti elérését a 6833-as útból kiágazó 68 355-ös út teszi lehetővé.

## Története
A Maszovlet, majd a Malév belföldi járatai (Budapest–Győr–Szombathely–Zalaegerszeg–Nagykanizsa–Budapest és Budapest–Pécs–Kaposvár–Nagykanizsa–Budapest) 1954-től egészen az 1960-as évek elejéig használták a repülőteret. A repülőgéppark korszerűsítése (Li–2-esek cseréje Il–14-re) után a repülőtér már nem volt alkalmas a nagyobb gépek fogadására, így azután a jelentősége lecsökkent; ma már csak sportcélra használják. Fejlesztése sem valószínű a közelben található Sármelléki repülőtér miatt.

## További adatok
- Csak nappali VFR repülés folytatható
- Nem nyilvános fel- és leszállóhely
- A repülőtér a tulajdonos, illetve az üzembentartó engedélye alapján vehető igénybe, kivéve a kényszerhelyzetben lévő légijárműveket.
- Állandó rádiófigyelés nincs, csak előzetes kérésre
- Hívójel: Nagykanizsa INFO
- Frekvencia: 135,7 MHz